# Cantonul Valleraugue
Cantonul Valleraugue este un canton din arondismentul Le Vigan, departamentul Gard, regiunea Languedoc-Roussillon, Franța.

## Comune

Cantonul Valleraugue

- Notre-Dame-de-la-Rouvière
- Saint-André-de-Majencoules
- Valleraugue (reședință)